# Вагі (Тарту)
Ва́гі (ест. Vahi küla) — село в Естонії, у волості Тарту повіту Тартумаа.

## Населення
Чисельність населення на 31 грудня 2011 року становила 19 осіб.

## Історія
До 25 жовтня 2017 року село входило до складу волості Табівере повіту Йиґевамаа. Через оманливу схожість назв село Вах у 2022 році було об'єднане з селами Лілу та Отслава.